# Karlmann-Schenkung
Der Begriff Karlmann-Schenkung(en) bezeichnet die Schenkung von 26 merowingischen Königskirchen von Hausmeier Karlmann an das Bistum Würzburg im Jahre 742 und die Landschenkung von Hausmeier Karlmann an Winfried Bonifatius im Jahre 744.
Bonifatius stattete mit der Landschenkung sein 744 gegründetes Kloster Fulda aus. Die originale Schenkungsurkunde von Karlmann existiert nicht mehr. Die Schenkung ist nicht im Original erhalten, sondern lediglich literarisch überliefert und in späteren Urkunden erwähnt. Das früheste Zeugnis ist die von 818 bis 820 entstandene Vita Sturmi primi abbatis et fundatoris Fuldensis coenobii des Eigil von Fulda (cap. 12).
Karlmann, der Bruder des späteren fränkischen Königs Pippin der Jüngere, übergab im Jahre 744 den wohl zu dieser Zeit verfallenen Adelshof Eiloha in der Buchonia samt Umland im Radius von 4000 Schritt (etwa 8 bis 9 Kilometer) an Bonifatius zur Ausstattung seines Klosters. Im Auftrag des Bonifatius gründete Sturmius hier am 12. März 744 das Benediktinerkloster Fulda. Das Gebiet westlich der Fulda gehörte zuvor kirchlich zum Bistum Mainz, und östlich der Fulda – außer dem eigentlichen exemten Klostergebiet – zum Bistum Würzburg.
Durch diese Karlmann-Schenkung hatte das Kloster einen geschlossenen Besitz um das Kloster erhalten. Dies war neben der Exemtion von Papst Zacharias im Jahre 751 und der Immunität verliehen durch Karl dem Großen im Jahre 774 die Grundlage dafür, dass aus dem Hochstift Fulda 1752 das Bistum Fulda werden konnte. Der Fuldaer Konvent hatte mit der Immunität auch das Recht der Abtswahl erhalten.
Die Immunität war auch die Voraussetzung dafür, dass die Reichsabtei Fulda 1220 eine selbstständige Fürstabtei innerhalb des römisch-deutschen Reiches werden konnte. Die Abtei wurde zur Fürstabtei Fulda. Kaiser Friedrich II. verlieh damals vielen Bischöfen, Äbten und Äbtissinnen im Reich die politische Landeshoheit, so dass sie nun neben ihrem geistlichen Amt zugleich die weltliche Territorialherrschaft innehatten.
Eine weitere Karlmann-Schenkung wurde 742 vollzogen. Karlmann schenkte 26 (merowingische) Königskirchen zur Würzburger Bistumsgründung. In Karlburg sogar mit einem Kloster. In: Brendlorenzen a. d. fränk. Saale, Dornheim, Gollhofen, Hammelburg, Heilbronn am Neckar, Herlheim, Ingelheim am Rhein, Iphofen, Karlburg, Kirchheim b. Markt Einersheim, Kleinwindsheim b. Uffenheim, Königshofen (Gau-), Königshofen an der Tauber, Königshofen im Grabfeld (Bad), Kreuznach an der Nahe (Bad), Lauffen am Neckar, Mellrichstadt an der Streu, Nierstein am Rhein, Osterburken, Schweigern, Sonderhofen, Stöckenburg an der Bühler, Umstadt (Groß), Untereßfeld, Willanzheim bei Iphofen, in Würzburg die Marien-Basilika am Fuße des Marienberg.